# 1503년

## 연호
- 명(明) 홍치(弘治) 16년
- 일본(日本) 분키(文亀) 3년
- 후 레 왕조(後黎朝) 까인통(景統) 6년

## 기년
- 류큐(琉球) 쇼신왕(尚真王) 27년
- 명(明) 효종 홍치제(孝宗 弘治帝) 16년
- 조선(朝鮮) 연산군(燕山君) 9년
- 후 레 왕조(後黎朝) 헌종(憲宗) 6년

## 사건
- 조선의 학자, 문신, 권율의 아버지 권철.3월 10일-신성 로마 제국의 페르디난트 1세가 탄생하다.
- 8월 8일 - 스코틀랜드의 제임스 4세, 마가렛 튜더와 결혼
- 9월 22일 - 교황 비오 3세, 215대 로마 교황으로 취임.
- 10월 31일 - 교황 율리오 2세, 216대 로마 교황으로 취임.

## 문화
- 레오나르도 다 빈치, '모나 리자' 작업 시작
- 아메리고 베스푸치가 중남미 탐험 경험을 바탕으로 《신대륙(Mundus Novus)》이라는 지리서를 출판하며 '신대륙' 이라는 알렸다.[1]

## 탄생
- 3월 10일 - 신성 로마 제국의 황제 페르디난트 1세. (~1564년)
- 11월 17일 - 이탈리아의 화가 브론치노. (~1572년)
- 12월 14일 - 프랑스의 천문학자, 의사, 예언가 노스트라다무스. (~1566년)

### 미상
- 조선의 학자, 문신, 권율의 아버지 권철. (~1578년)

## 사망
- 2월 11일 - 헨리 7세의 왕비, 헨리 8세의 모후 요크의 엘리자베스. (1446년~)
- 8월 18일 - 제214대의 교황 교황 알렉산데르 6세. (1431년~)
- 10월 18일 - 215대 로마의 교황 교황 비오 3세. (1439년~)